# Arcidiocesi di Cuiabá
L'arcidiocesi di Cuiabá (in latino Archidioecesis Cuiabensis) è una sede metropolitana della Chiesa cattolica in Brasile. Nel 2021 contava 860.170 battezzati su 976.986 abitanti. È retta dall'arcivescovo Mário Antônio da Silva.

## Territorio
L'arcidiocesi comprende per intero i comuni dello stato brasiliano del Mato Grosso di Acorizal, Jangada, Nobres, Rosário Oeste e Várzea Grande; ed in parte i comuni di Barão de Melgaço, Cuiabá e Santo Antônio do Leverger.
Sede arcivescovile è la città di Cuiabá, dove si trova la cattedrale del Buon Gesù.
Il territorio è suddiviso in 28 parrocchie.

## Storia
La prelatura territoriale di Cuiabá fu eretta il 6 dicembre 1745 con il breve Candor lucis aeternae di papa Benedetto XIV, ricavandone il territorio dalla diocesi di Rio de Janeiro (oggi arcidiocesi). Originariamente era suffraganea dell'arcidiocesi di San Salvador di Bahia. Inizialmente, il territorio della prelatura si estendeva per circa 1.400.000 km² comprendendo gli attuali stati del Mato Grosso, Mato Grosso do Sul e Rondônia.
Nonostante l'erezione canonica della prelatura territoriale, il primo prelato a giungere a Cuiabá fu Luiz de Castro Pereira, nel 1808. Fino ad allora era stato nominato solo un altro prelato, nel 1782, cioè dopo trentasei anni dall'erezione della prelatura, che però non si recò mai a Cuiabá, e infine fu trasferito alla prelatura territoriale di Goiás nel 1788. Il suo successore fu nominato sedici anni dopo e ne impiegò altri quattro prima di prendere possesso della sede.
Il 15 luglio 1826 la prelatura territoriale fu elevata a diocesi con la bolla Sollicita Catholici Gregis Cura di papa Leone XII.
Il 27 aprile 1892 è entrata a far parte della provincia ecclesiastica di Rio de Janeiro.  
Il 5 aprile 1910 la diocesi ha ceduto porzioni del suo territorio a vantaggio dell'erezione delle diocesi di Corumbá e di São Luiz de Cáceres e nel contempo è stata elevata al rango di arcidiocesi metropolitana con la bolla Novas constituere di papa Pio X.
Il 12 maggio 1914, il 22 marzo 1929 e il 13 luglio 1940 ha ceduto altre porzioni di territorio a vantaggio dell'erezione rispettivamente delle diocesi di Registro do Araguaia (in seguito diocesi di Guiratinga), di Diamantino e della prelatura territoriale di Chapada (oggi diocesi di Rondonópolis-Guiratinga). Il 25 giugno 2014 ha ceduto alcune porzioni di territorio a vantaggio della diocesi di Rondonópolis, che contestualmente ha assunto il nome di Rondonópolis-Guiratinga.

## Cronotassi dei vescovi
Si omettono i periodi di sede vacante non superiori ai 2 anni o non storicamente accertati.
- Sede vacante (1745-1782)
- José Nicolau de Azevedo Coutinho Gentil † (23 gennaio 1782 - 7 marzo 1788 nominato prelato di Goiás) (vescovo eletto)
- Sede vacante (1788-1804)

- Luiz de Castro Pereira, C.S.I. † (29 ottobre 1804 - 1º agosto 1822 deceduto)
  - Sede vacante (1822-1832)
  - José Maria de Macerata, O.F.M.Cap. † (23 agosto 1823 - 1831 dimesso) (vescovo eletto)
- José Antônio dos Reis † (2 luglio 1832 - 11 ottobre 1876 deceduto)
- Carlos Luiz d'Amour † (21 settembre 1877 - 9 luglio 1921 deceduto)
- Francisco de Aquino Correa, S.D.B. † (26 agosto 1921 - 22 marzo 1956 deceduto)
- Orlando Chaves, S.D.B. † (18 dicembre 1956 - 15 agosto 1981 deceduto)
- Bonifácio Piccinini, S.D.B. † (15 agosto 1981 succeduto - 9 giugno 2004 ritirato)
- Mílton Antônio dos Santos, S.D.B. (9 giugno 2004 succeduto - 23 febbraio 2022 ritirato)
- Mário Antônio da Silva, dal 23 febbraio 2022

## Statistiche
L'arcidiocesi nel 2021 su una popolazione di 976.986 persone contava 860.170 battezzati, corrispondenti all'88,0% del totale.
| anno | popolazione | popolazione | popolazione | presbiteri | presbiteri | presbiteri | presbiteri                | diaconi | religiosi | religiosi | parrocchie |
| anno | battezzati  | totale      | %           | numero     | secolari   | regolari   | battezzati per presbitero | diaconi | uomini    | donne     | parrocchie |
| ---- | ----------- | ----------- | ----------- | ---------- | ---------- | ---------- | ------------------------- | ------- | --------- | --------- | ---------- |
| 1949 | 84.500      | 85.000      | 99,4        | 23         |            | 23         | 3.673                     |         | 15        | 35        | 11         |
| 1966 | 148.000     | 160.000     | 92,5        | 29         | 3          | 26         | 5.103                     |         | 48        | 85        | 12         |
| 1970 | 185.000     | 200.000     | 92,5        | 28         | 2          | 26         | 6.607                     |         | 35        | 112       | 12         |
| 1976 | 210.000     | 220.000     | 95,5        | 35         | 6          | 29         | 6.000                     |         | 34        | 122       | 16         |
| 1980 | 114.000     | 126.000     | 90,5        | 36         | 5          | 31         | 3.166                     |         | 38        | 115       | 17         |
| 1990 | 385.000     | 434.000     | 88,7        | 43         | 7          | 36         | 8.953                     |         | 46        | 131       | 21         |
| 1999 | 800.000     | 900.000     | 88,9        | 51         | 13         | 38         | 15.686                    |         | 57        | 136       | 22         |
| 2000 | 800.000     | 920.000     | 87,0        | 57         | 18         | 39         | 14.035                    |         | 56        | 135       | 23         |
| 2001 | 680.000     | 766.727     | 88,7        | 62         | 21         | 41         | 10.967                    |         | 56        | 135       | 23         |
| 2002 | 700.000     | 800.000     | 87,5        | 61         | 22         | 39         | 11.475                    |         | 73        | 120       | 22         |
| 2003 | 700.000     | 796.572     | 87,9        | 64         | 24         | 40         | 10.937                    |         | 69        | 126       | 22         |
| 2004 | 700.000     | 809.631     | 86,5        | 64         | 26         | 38         | 10.937                    |         | 63        | 121       | 22         |
| 2006 | 724.166     | 851.961     | 85,0        | 73         | 32         | 41         | 9.920                     |         | 57        | 110       | 23         |
| 2013 | 796.000     | 936.000     | 85,0        | 93         | 37         | 56         | 8.559                     |         | 78        | 139       | 27         |
| 2016 | 816.000     | 928.000     | 87,9        | 83         | 33         | 50         | 9.831                     |         | 63        | 140       | 27         |
| 2019 | 832.230     | 943.460     | 88,2        | 105        | 43         | 62         | 7.926                     |         | 74        | 140       | 28         |
| 2021 | 860.170     | 976.986     | 88,0        | 117        | 55         | 62         | 7.351                     |         | 74        | 140       | 28         |